# Tetsuya Yamamoto (componist)
Tetsuya Yamamoto (Japans: 山本 哲也, Yamamoto Tetsuya) (Nagano, 19 augustus 1989) is een Japans componist.

## Levensloop
Yamamoto studeert aan het Kunitachi College of Music in Tokio. Hij is lid van een groep componisten genaamd Shining.

## Composities

### Werken voor harmonieorkest
- 2009 Light in Azumaya, for Wind Orchestra
- 2011 Suspended in..., for Wind Ensemble

### Kamermuziek
- 2008 Pulsation, for Clarinet and Piano
- 2009 Chara Sax, for Saxophone Quartet
- 2010 Universal Study, for Clarinet Sextet
- 2010 Degradation's Study, for Bass Clarinet and Piano
- 2010 Logical Fallacy, for Double Bass and Harp
- 2010 INTER-KINESIS, for Violin and Piano
- 2011 Gimmick Bach, for String Quartet
- 2011 Tsumi to Bachi (Crime and Drumsticks), for Snare Drum
- 2011 Psychedelic Study, for Clarinet
- 2011 Slide Whistle Trio, for 3 Slide Whistles
- 2011 cross stitch, for Saxophone Sextet
- 2011 Psychedelic Study I-b, for Tenor Saxophone
- 2011 10.5 Pieces, for Violin and Viola
- 2011 Obsidian, for Violin
- 2011 Kairos, for Trombone and String Trio
- 2012 Intersection/Junction, for Piccolo and Violin
- 2012 Opening Bell No.1 "2012 Winter", for Fixed Media
- 2012 Green Ballade, for Saxophone Quartet
- 2012 Apricot Ballade, for Flute Quartet
- 2012 Colla, for Piano
- 2012 Sullen Face, for Flute, Violin and Piano
- 2012 Crescent Moon in the Azure Twilight, for Alto Flute, Violin and Prepared Piano
- 2012 Woven Seasons, for Prepared Piano 4 Hands (or Piano 4 Hands)
- 2012 COCOON, for Flute Quartet
- 2012 Oreichalkon, for Trumpet and Piano
- 2012 Music for "New Nonomi Folktails", for Reading and Ensemble
- 2013 popup fragments, for Violin and Piano
- 2013 Kasokesa (Faint), for 2 Pianos and 2 Percussionists
- 2013 Sho-chiku-bai, for Mandolin Quintet
- 2013 Psychedelic Study I-d, for Soprano Saxophone
- 2013 Green Serenade, for Saxophone Quartet
- 2013 ES, for 2 Percussionists
- 2013 Music for "New Nonomi Folktails" (Small Ensemble Version), for Reading and Small Ensemble
- 2013 Capriccio, for 2 Slide Whistles
- 2013 Luminosity, for Clarinet and Electronics
- 2013 Arabesque with Dual Nature, for Slide Whistle and String Quartet
- 2013 Horizontal Study, for Clarinet Quartet
- 2013 Hyaku-jo, for Clarinet Quartet
- 2014 Kettenfaser, for Chamber Orchestra
- 2014 Green Sonatine, for Saxophone Quartet
- 2014 ...sur les couleurs de la vie, for Vibraphone
- 2014 Accordion, for Piano
- 2015 Defect, for Zephyros (Trumpet in C with slide) and Guitar
- 2015 Ice and Charcoal, for 2 Bass Clarinets
- 2015 Temps de chèvre, for Flute, Clarinet, Accordion, Violoncello and Percussion

### Vocale muziek
- 2011 perhpas vairation?, for Baritone
- 2015 alphaphonie, for Soprano